# Liste des communes de l'Aude
Pour les autres listes de communes françaises, voir Listes des communes de France.
| - L'Aude en France métropolitaine. - Carte des communes de l'Aude. |

Cette page liste les 433 communes du département français de l'Aude au 1er janvier 2025.

## Liste des communes
Le tableau suivant donne la liste des communes au 1er janvier 2025, en précisant leur code Insee, leur code postal principal, leur arrondissement, leur canton, leur intercommunalité, leur superficie, leur population et leur densité, d'après les chiffres de l'Insee issus du recensement 2022,.
| Nom                                    | Code Insee | Code postal | Arrondissement | Canton                                    | Intercommunalité                               | Superficie (km2) | Population (dernière pop. légale) | Densité (hab./km2) | Modifier                                    |
| -------------------------------------- | ---------- | ----------- | -------------- | ----------------------------------------- | ---------------------------------------------- | ---------------- | --------------------------------- | ------------------ | ------------------------------------------- |
| Carcassonne (préfecture)               | 11069      | 11000       | Carcassonne    | Carcassonne-1 Carcassonne-2 Carcassonne-3 | CA Carcassonne Agglo                           | 65,08            | 46 429 (2022)                     | 713                | modifier les données · modifier les données |
| Aigues-Vives                           | 11001      | 11800       | Carcassonne    | Le Haut-Minervois                         | CA Carcassonne Agglo                           | 10,21            | 536 (2022)                        | 52                 | modifier les données · modifier les données |
| Airoux                                 | 11002      | 11320       | Carcassonne    | Le Bassin chaurien                        | CC Castelnaudary Lauragais Audois              | 5,49             | 189 (2022)                        | 34                 | modifier les données · modifier les données |
| Ajac                                   | 11003      | 11300       | Limoux         | La Région Limouxine                       | CC du Limouxin                                 | 5,29             | 198 (2022)                        | 37                 | modifier les données · modifier les données |
| Alaigne                                | 11004      | 11240       | Limoux         | La Piège au Razès                         | CC du Limouxin                                 | 13,86            | 331 (2022)                        | 24                 | modifier les données · modifier les données |
| Alairac                                | 11005      | 11290       | Carcassonne    | Carcassonne-3                             | CA Carcassonne Agglo                           | 16,37            | 1 389 (2022)                      | 85                 | modifier les données · modifier les données |
| Albas                                  | 11006      | 11360       | Narbonne       | Les Corbières                             | CC Région Lézignanaise, Corbières et Minervois | 22,69            | 78 (2022)                         | 3,4                | modifier les données · modifier les données |
| Albières                               | 11007      | 11330       | Narbonne       | Les Corbières                             | CC Région Lézignanaise, Corbières et Minervois | 17,25            | 111 (2022)                        | 6,4                | modifier les données · modifier les données |
| Alet-les-Bains                         | 11008      | 11580       | Limoux         | La Région Limouxine                       | CC du Limouxin                                 | 23,54            | 384 (2022)                        | 16                 | modifier les données · modifier les données |
| Alzonne                                | 11009      | 11170       | Carcassonne    | La Malepère à la Montagne Noire           | CA Carcassonne Agglo                           | 22,38            | 1 590 (2022)                      | 71                 | modifier les données · modifier les données |
| Antugnac                               | 11010      | 11190       | Limoux         | La Haute-Vallée de l'Aude                 | CC du Limouxin                                 | 9,49             | 292 (2022)                        | 31                 | modifier les données · modifier les données |
| Aragon                                 | 11011      | 11600       | Carcassonne    | La Vallée de l'Orbiel                     | CA Carcassonne Agglo                           | 20,56            | 476 (2022)                        | 23                 | modifier les données · modifier les données |
| Argeliers                              | 11012      | 11120       | Narbonne       | Le Sud-Minervois                          | CA Grand Narbonne                              | 10,79            | 2 128 (2022)                      | 197                | modifier les données · modifier les données |
| Argens-Minervois                       | 11013      | 11200       | Narbonne       | Le Lézignanais                            | CC Région Lézignanaise, Corbières et Minervois | 4,59             | 375 (2022)                        | 82                 | modifier les données · modifier les données |
| Armissan                               | 11014      | 11110       | Narbonne       | Les Basses Plaines de l'Aude              | CA Grand Narbonne                              | 12,51            | 1 474 (2022)                      | 118                | modifier les données · modifier les données |
| Arques                                 | 11015      | 11190       | Limoux         | La Haute-Vallée de l'Aude                 | CC du Limouxin                                 | 18,53            | 253 (2022)                        | 14                 | modifier les données · modifier les données |
| Arquettes-en-Val                       | 11016      | 11220       | Carcassonne    | La Montagne d'Alaric                      | CA Carcassonne Agglo                           | 9,31             | 79 (2022)                         | 8,5                | modifier les données · modifier les données |
| Artigues                               | 11017      | 11140       | Limoux         | La Haute-Vallée de l'Aude                 | CC des Pyrénées Audoises                       | 6,29             | 73 (2022)                         | 12                 | modifier les données · modifier les données |
| Arzens                                 | 11018      | 11290       | Carcassonne    | La Malepère à la Montagne Noire           | CA Carcassonne Agglo                           | 21,11            | 1 196 (2022)                      | 57                 | modifier les données · modifier les données |
| Aunat                                  | 11019      | 11140       | Limoux         | La Haute-Vallée de l'Aude                 | CC des Pyrénées Audoises                       | 10,62            | 61 (2022)                         | 5,7                | modifier les données · modifier les données |
| Auriac                                 | 11020      | 11330       | Narbonne       | Les Corbières                             | CC Région Lézignanaise, Corbières et Minervois | 20,93            | 33 (2022)                         | 1,6                | modifier les données · modifier les données |
| Axat                                   | 11021      | 11140       | Limoux         | La Haute-Vallée de l'Aude                 | CC des Pyrénées Audoises                       | 11,77            | 482 (2022)                        | 41                 | modifier les données · modifier les données |
| Azille                                 | 11022      | 11700       | Carcassonne    | Le Haut-Minervois                         | CA Carcassonne Agglo                           | 23,33            | 1 125 (2022)                      | 48                 | modifier les données · modifier les données |
| Badens                                 | 11023      | 11800       | Carcassonne    | La Montagne d'Alaric                      | CA Carcassonne Agglo                           | 9,60             | 729 (2022)                        | 76                 | modifier les données · modifier les données |
| Bages                                  | 11024      | 11100       | Narbonne       | Narbonne-2                                | CA Grand Narbonne                              | 12,53            | 750 (2022)                        | 60                 | modifier les données · modifier les données |
| Bagnoles                               | 11025      | 11600       | Carcassonne    | Le Haut-Minervois                         | CA Carcassonne Agglo                           | 5,63             | 315 (2022)                        | 56                 | modifier les données · modifier les données |
| Baraigne                               | 11026      | 11410       | Carcassonne    | La Piège au Razès                         | CC Castelnaudary Lauragais Audois              | 4,76             | 164 (2022)                        | 34                 | modifier les données · modifier les données |
| Barbaira                               | 11027      | 11800       | Carcassonne    | La Montagne d'Alaric                      | CA Carcassonne Agglo                           | 9,40             | 787 (2022)                        | 84                 | modifier les données · modifier les données |
| Belcaire                               | 11028      | 11340       | Limoux         | La Haute-Vallée de l'Aude                 | CC des Pyrénées Audoises                       | 30,68            | 369 (2022)                        | 12                 | modifier les données · modifier les données |
| Belcastel-et-Buc                       | 11029      | 11580       | Limoux         | La Région Limouxine                       | CC du Limouxin                                 | 14,15            | 60 (2022)                         | 4,2                | modifier les données · modifier les données |
| Belflou                                | 11030      | 11410       | Carcassonne    | La Piège au Razès                         | CC Castelnaudary Lauragais Audois              | 8,93             | 111 (2022)                        | 12                 | modifier les données · modifier les données |
| Belfort-sur-Rebenty                    | 11031      | 11140       | Limoux         | La Haute-Vallée de l'Aude                 | CC des Pyrénées Audoises                       | 5,24             | 24 (2022)                         | 4,6                | modifier les données · modifier les données |
| Bellegarde-du-Razès                    | 11032      | 11240       | Limoux         | La Piège au Razès                         | CC du Limouxin                                 | 6,41             | 252 (2022)                        | 39                 | modifier les données · modifier les données |
| Belpech                                | 11033      | 11420       | Carcassonne    | La Piège au Razès                         | CC Piège-Lauragais-Malepère                    | 42,46            | 1 339 (2022)                      | 32                 | modifier les données · modifier les données |
| Belvèze-du-Razès                       | 11034      | 11240       | Limoux         | La Piège au Razès                         | CC du Limouxin                                 | 4,52             | 841 (2022)                        | 186                | modifier les données · modifier les données |
| Belvianes-et-Cavirac                   | 11035      | 11500       | Limoux         | La Haute-Vallée de l'Aude                 | CC des Pyrénées Audoises                       | 11,68            | 259 (2022)                        | 22                 | modifier les données · modifier les données |
| Belvis                                 | 11036      | 11340       | Limoux         | La Haute-Vallée de l'Aude                 | CC des Pyrénées Audoises                       | 23,61            | 162 (2022)                        | 6,9                | modifier les données · modifier les données |
| Berriac                                | 11037      | 11000       | Carcassonne    | La Montagne d'Alaric                      | CA Carcassonne Agglo                           | 2,67             | 958 (2022)                        | 359                | modifier les données · modifier les données |
| Bessède-de-Sault                       | 11038      | 11140       | Limoux         | La Haute-Vallée de l'Aude                 | CC des Pyrénées Audoises                       | 15,04            | 57 (2022)                         | 3,8                | modifier les données · modifier les données |
| La Bezole                              | 11039      | 11300       | Limoux         | La Région Limouxine                       | CC du Limouxin                                 | 6,51             | 47 (2022)                         | 7,2                | modifier les données · modifier les données |
| Bizanet                                | 11040      | 11200       | Narbonne       | Narbonne-1                                | CA Grand Narbonne                              | 37,09            | 1 749 (2022)                      | 47                 | modifier les données · modifier les données |
| Bize-Minervois                         | 11041      | 11120       | Narbonne       | Le Sud-Minervois                          | CA Grand Narbonne                              | 20,80            | 1 292 (2022)                      | 62                 | modifier les données · modifier les données |
| Blomac                                 | 11042      | 11700       | Carcassonne    | La Montagne d'Alaric                      | CA Carcassonne Agglo                           | 8,41             | 254 (2022)                        | 30                 | modifier les données · modifier les données |
| Bouilhonnac                            | 11043      | 11800       | Carcassonne    | La Montagne d'Alaric                      | CA Carcassonne Agglo                           | 5,71             | 222 (2022)                        | 39                 | modifier les données · modifier les données |
| Bouisse                                | 11044      | 11330       | Narbonne       | Les Corbières                             | CC Région Lézignanaise, Corbières et Minervois | 25,44            | 103 (2022)                        | 4,0                | modifier les données · modifier les données |
| Bouriège                               | 11045      | 11300       | Limoux         | La Région Limouxine                       | CC du Limouxin                                 | 10,65            | 151 (2022)                        | 14                 | modifier les données · modifier les données |
| Bourigeole                             | 11046      | 11300       | Limoux         | La Région Limouxine                       | CC du Limouxin                                 | 9,08             | 55 (2022)                         | 6,1                | modifier les données · modifier les données |
| Le Bousquet                            | 11047      | 11140       | Limoux         | La Haute-Vallée de l'Aude                 | CC des Pyrénées Audoises                       | 25,99            | 44 (2022)                         | 1,7                | modifier les données · modifier les données |
| Boutenac                               | 11048      | 11200       | Narbonne       | Les Corbières                             | CC Région Lézignanaise, Corbières et Minervois | 22,96            | 739 (2022)                        | 32                 | modifier les données · modifier les données |
| Bram                                   | 11049      | 11150       | Carcassonne    | La Piège au Razès                         | CC Piège-Lauragais-Malepère                    | 17,72            | 3 252 (2022)                      | 184                | modifier les données · modifier les données |
| Brézilhac                              | 11051      | 11270       | Carcassonne    | La Piège au Razès                         | CC Piège-Lauragais-Malepère                    | 6,82             | 176 (2022)                        | 26                 | modifier les données · modifier les données |
| Brousses-et-Villaret                   | 11052      | 11390       | Carcassonne    | La Malepère à la Montagne Noire           | CC de la Montagne Noire                        | 11,16            | 352 (2022)                        | 32                 | modifier les données · modifier les données |
| Brugairolles                           | 11053      | 11300       | Limoux         | La Piège au Razès                         | CC du Limouxin                                 | 8,47             | 301 (2022)                        | 36                 | modifier les données · modifier les données |
| Les Brunels                            | 11054      | 11400       | Carcassonne    | La Malepère à la Montagne Noire           | CC Aux sources du Canal du Midi                | 11,97            | 268 (2022)                        | 22                 | modifier les données · modifier les données |
| Bugarach                               | 11055      | 11190       | Limoux         | La Haute-Vallée de l'Aude                 | CC du Limouxin                                 | 26,62            | 242 (2022)                        | 9,1                | modifier les données · modifier les données |
| Cabrespine                             | 11056      | 11160       | Carcassonne    | Le Haut-Minervois                         | CA Carcassonne Agglo                           | 17,56            | 179 (2022)                        | 10                 | modifier les données · modifier les données |
| Cahuzac                                | 11057      | 11420       | Carcassonne    | La Piège au Razès                         | CC Piège-Lauragais-Malepère                    | 3,04             | 30 (2022)                         | 9,9                | modifier les données · modifier les données |
| Cailhau                                | 11058      | 11240       | Limoux         | La Piège au Razès                         | CC du Limouxin                                 | 9,76             | 250 (2022)                        | 26                 | modifier les données · modifier les données |
| Cailhavel                              | 11059      | 11240       | Limoux         | La Piège au Razès                         | CC du Limouxin                                 | 5,34             | 150 (2022)                        | 28                 | modifier les données · modifier les données |
| Cailla                                 | 11060      | 11140       | Limoux         | La Haute-Vallée de l'Aude                 | CC des Pyrénées Audoises                       | 7,64             | 52 (2022)                         | 6,8                | modifier les données · modifier les données |
| Cambieure                              | 11061      | 11240       | Limoux         | La Piège au Razès                         | CC du Limouxin                                 | 3,20             | 322 (2022)                        | 101                | modifier les données · modifier les données |
| Campagna-de-Sault                      | 11062      | 11140       | Limoux         | La Haute-Vallée de l'Aude                 | CC des Pyrénées Audoises                       | 10,40            | 19 (2022)                         | 1,8                | modifier les données · modifier les données |
| Campagne-sur-Aude                      | 11063      | 11260       | Limoux         | La Haute-Vallée de l'Aude                 | CC des Pyrénées Audoises                       | 5,97             | 616 (2022)                        | 103                | modifier les données · modifier les données |
| Camplong-d'Aude                        | 11064      | 11200       | Narbonne       | Les Corbières                             | CC Région Lézignanaise, Corbières et Minervois | 12,28            | 385 (2022)                        | 31                 | modifier les données · modifier les données |
| Camps-sur-l'Agly                       | 11065      | 11190       | Limoux         | La Haute-Vallée de l'Aude                 | CC du Limouxin                                 | 26,35            | 61 (2022)                         | 2,3                | modifier les données · modifier les données |
| Camurac                                | 11066      | 11340       | Limoux         | La Haute-Vallée de l'Aude                 | CC des Pyrénées Audoises                       | 11,61            | 108 (2022)                        | 9,3                | modifier les données · modifier les données |
| Canet                                  | 11067      | 11200       | Narbonne       | Le Sud-Minervois                          | CC Région Lézignanaise, Corbières et Minervois | 14,04            | 1 853 (2022)                      | 132                | modifier les données · modifier les données |
| Capendu                                | 11068      | 11700       | Carcassonne    | La Montagne d'Alaric                      | CA Carcassonne Agglo                           | 15,12            | 1 461 (2022)                      | 97                 | modifier les données · modifier les données |
| Carlipa                                | 11070      | 11170       | Carcassonne    | La Malepère à la Montagne Noire           | CC Piège-Lauragais-Malepère                    | 5,26             | 338 (2022)                        | 64                 | modifier les données · modifier les données |
| Cascastel-des-Corbières                | 11071      | 11360       | Narbonne       | Les Corbières                             | CC Région Lézignanaise, Corbières et Minervois | 15,38            | 216 (2022)                        | 14                 | modifier les données · modifier les données |
| La Cassaigne                           | 11072      | 11270       | Carcassonne    | La Piège au Razès                         | CC Piège-Lauragais-Malepère                    | 12,13            | 188 (2022)                        | 15                 | modifier les données · modifier les données |
| Cassaignes                             | 11073      | 11190       | Limoux         | La Haute-Vallée de l'Aude                 | CC du Limouxin                                 | 3,74             | 59 (2022)                         | 16                 | modifier les données · modifier les données |
| Les Cassés                             | 11074      | 11320       | Carcassonne    | Le Bassin chaurien                        | CC Castelnaudary Lauragais Audois              | 7,28             | 317 (2022)                        | 44                 | modifier les données · modifier les données |
| Castans                                | 11075      | 11160       | Carcassonne    | Le Haut-Minervois                         | CA Carcassonne Agglo                           | 17,01            | 127 (2022)                        | 7,5                | modifier les données · modifier les données |
| Castelnau-d'Aude                       | 11077      | 11700       | Narbonne       | Le Lézignanais                            | CC Région Lézignanaise, Corbières et Minervois | 7,38             | 494 (2022)                        | 67                 | modifier les données · modifier les données |
| Castelnaudary                          | 11076      | 11400       | Carcassonne    | Le Bassin chaurien                        | CC Castelnaudary Lauragais Audois              | 47,72            | 12 212 (2022)                     | 256                | modifier les données · modifier les données |
| Castelreng                             | 11078      | 11300       | Limoux         | La Région Limouxine                       | CC du Limouxin                                 | 11,02            | 207 (2022)                        | 19                 | modifier les données · modifier les données |
| Caudebronde                            | 11079      | 11390       | Carcassonne    | La Vallée de l'Orbiel                     | CC de la Montagne Noire                        | 6,22             | 220 (2022)                        | 35                 | modifier les données · modifier les données |
| Caunes-Minervois                       | 11081      | 11160       | Carcassonne    | Le Haut-Minervois                         | CA Carcassonne Agglo                           | 27,84            | 1 571 (2022)                      | 56                 | modifier les données · modifier les données |
| Caunette-sur-Lauquet                   | 11082      | 11250       | Limoux         | La Région Limouxine                       | CC du Limouxin                                 | 4,97             | 11 (2022)                         | 2,2                | modifier les données · modifier les données |
| Caunettes-en-Val                       | 11083      | 11220       | Carcassonne    | La Montagne d'Alaric                      | CA Carcassonne Agglo                           | 8,71             | 56 (2022)                         | 6,4                | modifier les données · modifier les données |
| Caux-et-Sauzens                        | 11084      | 11170       | Carcassonne    | La Malepère à la Montagne Noire           | CA Carcassonne Agglo                           | 9,00             | 1 013 (2022)                      | 113                | modifier les données · modifier les données |
| Cavanac                                | 11085      | 11570       | Carcassonne    | Carcassonne-2                             | CA Carcassonne Agglo                           | 8,96             | 1 012 (2022)                      | 113                | modifier les données · modifier les données |
| Caves                                  | 11086      | 11510       | Narbonne       | Les Corbières Méditerranée                | CA Grand Narbonne                              | 9,13             | 879 (2022)                        | 96                 | modifier les données · modifier les données |
| Cazalrenoux                            | 11087      | 11270       | Carcassonne    | La Piège au Razès                         | CC Piège-Lauragais-Malepère                    | 13,35            | 102 (2022)                        | 7,6                | modifier les données · modifier les données |
| Cazilhac                               | 11088      | 11570       | Carcassonne    | Carcassonne-2                             | CA Carcassonne Agglo                           | 3,83             | 1 637 (2022)                      | 427                | modifier les données · modifier les données |
| Cenne-Monestiés                        | 11089      | 11170       | Carcassonne    | La Malepère à la Montagne Noire           | CC Piège-Lauragais-Malepère                    | 7,76             | 411 (2022)                        | 53                 | modifier les données · modifier les données |
| Cépie                                  | 11090      | 11300       | Limoux         | La Région Limouxine                       | CC du Limouxin                                 | 6,61             | 603 (2022)                        | 91                 | modifier les données · modifier les données |
| Chalabre                               | 11091      | 11230       | Limoux         | La Haute-Vallée de l'Aude                 | CC des Pyrénées Audoises                       | 15,49            | 1 115 (2022)                      | 72                 | modifier les données · modifier les données |
| Citou                                  | 11092      | 11160       | Carcassonne    | Le Haut-Minervois                         | CA Carcassonne Agglo                           | 17,34            | 99 (2022)                         | 5,7                | modifier les données · modifier les données |
| Le Clat                                | 11093      | 11140       | Limoux         | La Haute-Vallée de l'Aude                 | CC des Pyrénées Audoises                       | 10,25            | 28 (2022)                         | 2,7                | modifier les données · modifier les données |
| Clermont-sur-Lauquet                   | 11094      | 11250       | Limoux         | La Région Limouxine                       | CC du Limouxin                                 | 18,29            | 30 (2022)                         | 1,6                | modifier les données · modifier les données |
| Comigne                                | 11095      | 11700       | Carcassonne    | La Montagne d'Alaric                      | CA Carcassonne Agglo                           | 9,24             | 329 (2022)                        | 36                 | modifier les données · modifier les données |
| Comus                                  | 11096      | 11340       | Limoux         | La Haute-Vallée de l'Aude                 | CC des Pyrénées Audoises                       | 14,07            | 33 (2022)                         | 2,3                | modifier les données · modifier les données |
| Conilhac-Corbières                     | 11098      | 11200       | Narbonne       | Le Lézignanais                            | CC Région Lézignanaise, Corbières et Minervois | 12,18            | 947 (2022)                        | 78                 | modifier les données · modifier les données |
| Conques-sur-Orbiel                     | 11099      | 11600       | Carcassonne    | La Vallée de l'Orbiel                     | CA Carcassonne Agglo                           | 25,07            | 2 549 (2022)                      | 102                | modifier les données · modifier les données |
| Corbières                              | 11100      | 11230       | Limoux         | La Haute-Vallée de l'Aude                 | CC des Pyrénées Audoises                       | 8,53             | 36 (2022)                         | 4,2                | modifier les données · modifier les données |
| Coudons                                | 11101      | 11500       | Limoux         | La Haute-Vallée de l'Aude                 | CC des Pyrénées Audoises                       | 9,50             | 53 (2022)                         | 5,6                | modifier les données · modifier les données |
| Couffoulens                            | 11102      | 11250       | Carcassonne    | Carcassonne-2                             | CA Carcassonne Agglo                           | 9,47             | 538 (2022)                        | 57                 | modifier les données · modifier les données |
| Couiza                                 | 11103      | 11190       | Limoux         | La Haute-Vallée de l'Aude                 | CC du Limouxin                                 | 6,77             | 1 130 (2022)                      | 167                | modifier les données · modifier les données |
| Counozouls                             | 11104      | 11140       | Limoux         | La Haute-Vallée de l'Aude                 | CC des Pyrénées Audoises                       | 27,80            | 56 (2022)                         | 2,0                | modifier les données · modifier les données |
| Cournanel                              | 11105      | 11300       | Limoux         | La Région Limouxine                       | CC du Limouxin                                 | 6,34             | 664 (2022)                        | 105                | modifier les données · modifier les données |
| Coursan                                | 11106      | 11110       | Narbonne       | Les Basses Plaines de l'Aude              | CA Grand Narbonne                              | 24,61            | 5 762 (2022)                      | 234                | modifier les données · modifier les données |
| Courtauly                              | 11107      | 11230       | Limoux         | La Haute-Vallée de l'Aude                 | CC des Pyrénées Audoises                       | 7,72             | 76 (2022)                         | 9,8                | modifier les données · modifier les données |
| La Courtète                            | 11108      | 11240       | Limoux         | La Piège au Razès                         | CC du Limouxin                                 | 5,47             | 48 (2022)                         | 8,8                | modifier les données · modifier les données |
| Coustaussa                             | 11109      | 11190       | Limoux         | La Haute-Vallée de l'Aude                 | CC du Limouxin                                 | 4,47             | 50 (2022)                         | 11                 | modifier les données · modifier les données |
| Coustouge                              | 11110      | 11220       | Narbonne       | Les Corbières                             | CC Région Lézignanaise, Corbières et Minervois | 9,67             | 116 (2022)                        | 12                 | modifier les données · modifier les données |
| Cruscades                              | 11111      | 11200       | Narbonne       | Le Lézignanais                            | CC Région Lézignanaise, Corbières et Minervois | 9,65             | 940 (2022)                        | 97                 | modifier les données · modifier les données |
| Cubières-sur-Cinoble                   | 11112      | 11190       | Limoux         | La Haute-Vallée de l'Aude                 | CC du Limouxin                                 | 14,48            | 81 (2022)                         | 5,6                | modifier les données · modifier les données |
| Cucugnan                               | 11113      | 11350       | Narbonne       | Les Corbières                             | CC Corbières Salanque Méditerranée             | 15,33            | 121 (2022)                        | 7,9                | modifier les données · modifier les données |
| Cumiès                                 | 11114      | 11410       | Carcassonne    | La Piège au Razès                         | CC Castelnaudary Lauragais Audois              | 3,92             | 43 (2022)                         | 11                 | modifier les données · modifier les données |
| Cuxac-Cabardès                         | 11115      | 11390       | Carcassonne    | La Malepère à la Montagne Noire           | CC de la Montagne Noire                        | 25,06            | 953 (2022)                        | 38                 | modifier les données · modifier les données |
| Cuxac-d'Aude                           | 11116      | 11590       | Narbonne       | Les Basses Plaines de l'Aude              | CA Grand Narbonne                              | 21,54            | 4 070 (2022)                      | 189                | modifier les données · modifier les données |
| Davejean                               | 11117      | 11330       | Narbonne       | Les Corbières                             | CC Région Lézignanaise, Corbières et Minervois | 13,36            | 147 (2022)                        | 11                 | modifier les données · modifier les données |
| Dernacueillette                        | 11118      | 11330       | Narbonne       | Les Corbières                             | CC Région Lézignanaise, Corbières et Minervois | 7,75             | 44 (2022)                         | 5,7                | modifier les données · modifier les données |
| La Digne-d'Amont                       | 11119      | 11300       | Limoux         | La Région Limouxine                       | CC du Limouxin                                 | 3,61             | 290 (2022)                        | 80                 | modifier les données · modifier les données |
| La Digne-d'Aval                        | 11120      | 11300       | Limoux         | La Région Limouxine                       | CC du Limouxin                                 | 3,14             | 526 (2022)                        | 168                | modifier les données · modifier les données |
| Donazac                                | 11121      | 11240       | Limoux         | La Piège au Razès                         | CC du Limouxin                                 | 5,06             | 111 (2022)                        | 22                 | modifier les données · modifier les données |
| Douzens                                | 11122      | 11700       | Carcassonne    | La Montagne d'Alaric                      | CA Carcassonne Agglo                           | 14,91            | 780 (2022)                        | 52                 | modifier les données · modifier les données |
| Duilhac-sous-Peyrepertuse              | 11123      | 11350       | Narbonne       | Les Corbières                             | CC Corbières Salanque Méditerranée             | 21,09            | 145 (2022)                        | 6,9                | modifier les données · modifier les données |
| Durban-Corbières                       | 11124      | 11360       | Narbonne       | Les Corbières                             | CC Corbières Salanque Méditerranée             | 25,90            | 644 (2022)                        | 25                 | modifier les données · modifier les données |
| Embres-et-Castelmaure                  | 11125      | 11360       | Narbonne       | Les Corbières                             | CC Corbières Salanque Méditerranée             | 32,20            | 158 (2022)                        | 4,9                | modifier les données · modifier les données |
| Escales                                | 11126      | 11200       | Narbonne       | Le Lézignanais                            | CC Région Lézignanaise, Corbières et Minervois | 10,18            | 497 (2022)                        | 49                 | modifier les données · modifier les données |
| Escouloubre                            | 11127      | 11140       | Limoux         | La Haute-Vallée de l'Aude                 | CC des Pyrénées Audoises                       | 31,14            | 69 (2022)                         | 2,2                | modifier les données · modifier les données |
| Escueillens-et-Saint-Just-de-Bélengard | 11128      | 11240       | Limoux         | La Piège au Razès                         | CC du Limouxin                                 | 11,20            | 151 (2022)                        | 13                 | modifier les données · modifier les données |
| Espéraza                               | 11129      | 11260       | Limoux         | La Haute-Vallée de l'Aude                 | CC des Pyrénées Audoises                       | 10,52            | 1 695 (2022)                      | 161                | modifier les données · modifier les données |
| Espezel                                | 11130      | 11340       | Limoux         | La Haute-Vallée de l'Aude                 | CC des Pyrénées Audoises                       | 14,31            | 233 (2022)                        | 16                 | modifier les données · modifier les données |
| Fabrezan                               | 11132      | 11200       | Narbonne       | Les Corbières                             | CC Région Lézignanaise, Corbières et Minervois | 28,62            | 1 254 (2022)                      | 44                 | modifier les données · modifier les données |
| Fajac-en-Val                           | 11133      | 11220       | Carcassonne    | La Montagne d'Alaric                      | CA Carcassonne Agglo                           | 13,81            | 51 (2022)                         | 3,7                | modifier les données · modifier les données |
| Fajac-la-Relenque                      | 11134      | 11410       | Carcassonne    | La Piège au Razès                         | CC Castelnaudary Lauragais Audois              | 3,51             | 51 (2022)                         | 15                 | modifier les données · modifier les données |
| La Fajolle                             | 11135      | 11140       | Limoux         | La Haute-Vallée de l'Aude                 | CC des Pyrénées Audoises                       | 15,79            | 13 (2022)                         | 0,82               | modifier les données · modifier les données |
| Fanjeaux                               | 11136      | 11270       | Carcassonne    | La Piège au Razès                         | CC Piège-Lauragais-Malepère                    | 25,49            | 886 (2022)                        | 35                 | modifier les données · modifier les données |
| Félines-Termenès                       | 11137      | 11330       | Narbonne       | Les Corbières                             | CC Région Lézignanaise, Corbières et Minervois | 10,01            | 133 (2022)                        | 13                 | modifier les données · modifier les données |
| Fendeille                              | 11138      | 11400       | Carcassonne    | Le Bassin chaurien                        | CC Castelnaudary Lauragais Audois              | 7,17             | 613 (2022)                        | 85                 | modifier les données · modifier les données |
| Fenouillet-du-Razès                    | 11139      | 11240       | Carcassonne    | La Piège au Razès                         | CC Piège-Lauragais-Malepère                    | 7,22             | 76 (2022)                         | 11                 | modifier les données · modifier les données |
| Ferrals-les-Corbières                  | 11140      | 11200       | Narbonne       | Les Corbières                             | CC Région Lézignanaise, Corbières et Minervois | 15,95            | 1 267 (2022)                      | 79                 | modifier les données · modifier les données |
| Ferran                                 | 11141      | 11240       | Carcassonne    | La Piège au Razès                         | CC Piège-Lauragais-Malepère                    | 5,86             | 132 (2022)                        | 23                 | modifier les données · modifier les données |
| Festes-et-Saint-André                  | 11142      | 11300       | Limoux         | La Région Limouxine                       | CC du Limouxin                                 | 18,07            | 187 (2022)                        | 10                 | modifier les données · modifier les données |
| Feuilla                                | 11143      | 11510       | Narbonne       | Les Corbières Méditerranée                | CC Corbières Salanque Méditerranée             | 24,12            | 107 (2022)                        | 4,4                | modifier les données · modifier les données |
| Fitou                                  | 11144      | 11510       | Narbonne       | Les Corbières Méditerranée                | CC Corbières Salanque Méditerranée             | 30,25            | 1 147 (2022)                      | 38                 | modifier les données · modifier les données |
| Fleury                                 | 11145      | 11560       | Narbonne       | Les Basses Plaines de l'Aude              | CA Grand Narbonne                              | 51,27            | 4 071 (2022)                      | 79                 | modifier les données · modifier les données |
| Floure                                 | 11146      | 11800       | Carcassonne    | La Montagne d'Alaric                      | CA Carcassonne Agglo                           | 4,25             | 427 (2022)                        | 100                | modifier les données · modifier les données |
| Fontanès-de-Sault                      | 11147      | 11140       | Limoux         | La Haute-Vallée de l'Aude                 | CC des Pyrénées Audoises                       | 5,29             | 5 (2022)                          | 0,95               | modifier les données · modifier les données |
| Fontcouverte                           | 11148      | 11700       | Narbonne       | Les Corbières                             | CC Région Lézignanaise, Corbières et Minervois | 9,97             | 574 (2022)                        | 58                 | modifier les données · modifier les données |
| Fonters-du-Razès                       | 11149      | 11400       | Carcassonne    | La Piège au Razès                         | CC Piège-Lauragais-Malepère                    | 12,15            | 74 (2022)                         | 6,1                | modifier les données · modifier les données |
| Fontiers-Cabardès                      | 11150      | 11390       | Carcassonne    | La Malepère à la Montagne Noire           | CC de la Montagne Noire                        | 8,46             | 467 (2022)                        | 55                 | modifier les données · modifier les données |
| Fontiès-d'Aude                         | 11151      | 11800       | Carcassonne    | La Montagne d'Alaric                      | CA Carcassonne Agglo                           | 6,07             | 555 (2022)                        | 91                 | modifier les données · modifier les données |
| Fontjoncouse                           | 11152      | 11360       | Narbonne       | Les Corbières                             | CC Corbières Salanque Méditerranée             | 27,35            | 139 (2022)                        | 5,1                | modifier les données · modifier les données |
| La Force                               | 11153      | 11270       | Carcassonne    | La Piège au Razès                         | CC Piège-Lauragais-Malepère                    | 4,60             | 259 (2022)                        | 56                 | modifier les données · modifier les données |
| Fournes-Cabardès                       | 11154      | 11600       | Carcassonne    | La Vallée de l'Orbiel                     | CC de la Montagne Noire                        | 12,45            | 52 (2022)                         | 4,2                | modifier les données · modifier les données |
| Fourtou                                | 11155      | 11190       | Limoux         | La Haute-Vallée de l'Aude                 | CC du Limouxin                                 | 20,46            | 78 (2022)                         | 3,8                | modifier les données · modifier les données |
| Fraisse-Cabardès                       | 11156      | 11600       | Carcassonne    | La Malepère à la Montagne Noire           | CC de la Montagne Noire                        | 7,13             | 104 (2022)                        | 15                 | modifier les données · modifier les données |
| Fraissé-des-Corbières                  | 11157      | 11360       | Narbonne       | Les Corbières                             | CC Corbières Salanque Méditerranée             | 19,10            | 221 (2022)                        | 12                 | modifier les données · modifier les données |
| Gaja-et-Villedieu                      | 11158      | 11300       | Limoux         | La Région Limouxine                       | CC du Limouxin                                 | 7,75             | 309 (2022)                        | 40                 | modifier les données · modifier les données |
| Gaja-la-Selve                          | 11159      | 11270       | Carcassonne    | La Piège au Razès                         | CC Piège-Lauragais-Malepère                    | 11,38            | 136 (2022)                        | 12                 | modifier les données · modifier les données |
| Galinagues                             | 11160      | 11140       | Limoux         | La Haute-Vallée de l'Aude                 | CC des Pyrénées Audoises                       | 4,14             | 31 (2022)                         | 7,5                | modifier les données · modifier les données |
| Gardie                                 | 11161      | 11250       | Limoux         | La Région Limouxine                       | CC du Limouxin                                 | 4,65             | 128 (2022)                        | 28                 | modifier les données · modifier les données |
| Generville                             | 11162      | 11270       | Carcassonne    | La Piège au Razès                         | CC Piège-Lauragais-Malepère                    | 10,21            | 51 (2022)                         | 5,0                | modifier les données · modifier les données |
| Gincla                                 | 11163      | 11140       | Limoux         | La Haute-Vallée de l'Aude                 | CC des Pyrénées Audoises                       | 7,65             | 47 (2022)                         | 6,1                | modifier les données · modifier les données |
| Ginestas                               | 11164      | 11120       | Narbonne       | Le Sud-Minervois                          | CA Grand Narbonne                              | 9,50             | 1 579 (2022)                      | 166                | modifier les données · modifier les données |
| Ginoles                                | 11165      | 11500       | Limoux         | La Haute-Vallée de l'Aude                 | CC des Pyrénées Audoises                       | 6,17             | 298 (2022)                        | 48                 | modifier les données · modifier les données |
| Gourvieille                            | 11166      | 11410       | Carcassonne    | La Piège au Razès                         | CC Castelnaudary Lauragais Audois              | 3,09             | 69 (2022)                         | 22                 | modifier les données · modifier les données |
| Gramazie                               | 11167      | 11240       | Limoux         | La Piège au Razès                         | CC du Limouxin                                 | 2,00             | 128 (2022)                        | 64                 | modifier les données · modifier les données |
| Granès                                 | 11168      | 11500       | Limoux         | La Haute-Vallée de l'Aude                 | CC des Pyrénées Audoises                       | 5,38             | 116 (2022)                        | 22                 | modifier les données · modifier les données |
| Greffeil                               | 11169      | 11250       | Limoux         | La Région Limouxine                       | CC du Limouxin                                 | 13,67            | 94 (2022)                         | 6,9                | modifier les données · modifier les données |
| Gruissan                               | 11170      | 11430       | Narbonne       | Narbonne-2                                | CA Grand Narbonne                              | 43,65            | 5 068 (2022)                      | 116                | modifier les données · modifier les données |
| Homps                                  | 11172      | 11200       | Narbonne       | Le Lézignanais                            | CC Région Lézignanaise, Corbières et Minervois | 3,06             | 604 (2022)                        | 197                | modifier les données · modifier les données |
| Hounoux                                | 11173      | 11240       | Carcassonne    | La Piège au Razès                         | CC Piège-Lauragais-Malepère                    | 7,62             | 133 (2022)                        | 17                 | modifier les données · modifier les données |
| Les Ilhes                              | 11174      | 11380       | Carcassonne    | La Vallée de l'Orbiel                     | CC de la Montagne Noire                        | 4,16             | 61 (2022)                         | 15                 | modifier les données · modifier les données |
| Issel                                  | 11175      | 11400       | Carcassonne    | Le Bassin chaurien                        | CC Castelnaudary Lauragais Audois              | 17,66            | 484 (2022)                        | 27                 | modifier les données · modifier les données |
| Jonquières                             | 11176      | 11220       | Narbonne       | Les Corbières                             | CC Région Lézignanaise, Corbières et Minervois | 13,66            | 46 (2022)                         | 3,4                | modifier les données · modifier les données |
| Joucou                                 | 11177      | 11140       | Limoux         | La Haute-Vallée de l'Aude                 | CC des Pyrénées Audoises                       | 6,44             | 30 (2022)                         | 4,7                | modifier les données · modifier les données |
| Labastide-d'Anjou                      | 11178      | 11320       | Carcassonne    | Le Bassin chaurien                        | CC Castelnaudary Lauragais Audois              | 8,57             | 1 261 (2022)                      | 147                | modifier les données · modifier les données |
| Labastide-en-Val                       | 11179      | 11220       | Carcassonne    | La Montagne d'Alaric                      | CA Carcassonne Agglo                           | 11,70            | 89 (2022)                         | 7,6                | modifier les données · modifier les données |
| Labastide-Esparbairenque               | 11180      | 11380       | Carcassonne    | La Vallée de l'Orbiel                     | CC de la Montagne Noire                        | 16,77            | 62 (2022)                         | 3,7                | modifier les données · modifier les données |
| Labécède-Lauragais                     | 11181      | 11400       | Carcassonne    | La Malepère à la Montagne Noire           | CC Castelnaudary Lauragais Audois              | 19,96            | 419 (2022)                        | 21                 | modifier les données · modifier les données |
| Lacombe                                | 11182      | 11310       | Carcassonne    | La Malepère à la Montagne Noire           | CC de la Montagne Noire                        | 14,99            | 184 (2022)                        | 12                 | modifier les données · modifier les données |
| Ladern-sur-Lauquet                     | 11183      | 11250       | Limoux         | La Région Limouxine                       | CC du Limouxin                                 | 24,64            | 257 (2022)                        | 10                 | modifier les données · modifier les données |
| Lafage                                 | 11184      | 11420       | Carcassonne    | La Piège au Razès                         | CC Piège-Lauragais-Malepère                    | 12,71            | 96 (2022)                         | 7,6                | modifier les données · modifier les données |
| Lagrasse                               | 11185      | 11220       | Narbonne       | Les Corbières                             | CC Région Lézignanaise, Corbières et Minervois | 32,20            | 548 (2022)                        | 17                 | modifier les données · modifier les données |
| Lairière                               | 11186      | 11330       | Narbonne       | Les Corbières                             | CC Région Lézignanaise, Corbières et Minervois | 13,08            | 52 (2022)                         | 4,0                | modifier les données · modifier les données |
| Lanet                                  | 11187      | 11330       | Narbonne       | Les Corbières                             | CC Région Lézignanaise, Corbières et Minervois | 8,75             | 59 (2022)                         | 6,7                | modifier les données · modifier les données |
| Laprade                                | 11189      | 11390       | Carcassonne    | La Malepère à la Montagne Noire           | CC de la Montagne Noire                        | 4,61             | 116 (2022)                        | 25                 | modifier les données · modifier les données |
| Laroque-de-Fa                          | 11191      | 11330       | Narbonne       | Les Corbières                             | CC Région Lézignanaise, Corbières et Minervois | 20,41            | 141 (2022)                        | 6,9                | modifier les données · modifier les données |
| Lasbordes                              | 11192      | 11400       | Carcassonne    | Le Bassin chaurien                        | CC Castelnaudary Lauragais Audois              | 14,74            | 824 (2022)                        | 56                 | modifier les données · modifier les données |
| Lasserre-de-Prouille                   | 11193      | 11270       | Carcassonne    | La Piège au Razès                         | CC Piège-Lauragais-Malepère                    | 4,16             | 290 (2022)                        | 70                 | modifier les données · modifier les données |
| Lastours                               | 11194      | 11600       | Carcassonne    | La Vallée de l'Orbiel                     | CC de la Montagne Noire                        | 2,80             | 148 (2022)                        | 53                 | modifier les données · modifier les données |
| Laurabuc                               | 11195      | 11400       | Carcassonne    | La Piège au Razès                         | CC Castelnaudary Lauragais Audois              | 8,04             | 411 (2022)                        | 51                 | modifier les données · modifier les données |
| Laurac                                 | 11196      | 11270       | Carcassonne    | La Piège au Razès                         | CC Piège-Lauragais-Malepère                    | 11,58            | 180 (2022)                        | 16                 | modifier les données · modifier les données |
| Lauraguel                              | 11197      | 11300       | Limoux         | La Piège au Razès                         | CC du Limouxin                                 | 7,01             | 621 (2022)                        | 89                 | modifier les données · modifier les données |
| Laure-Minervois                        | 11198      | 11800       | Carcassonne    | Le Haut-Minervois                         | CA Carcassonne Agglo                           | 39,23            | 1 030 (2022)                      | 26                 | modifier les données · modifier les données |
| Lavalette                              | 11199      | 11290       | Carcassonne    | Carcassonne-3                             | CA Carcassonne Agglo                           | 6,55             | 1 572 (2022)                      | 240                | modifier les données · modifier les données |
| Lespinassière                          | 11200      | 11160       | Carcassonne    | Le Haut-Minervois                         | CA Carcassonne Agglo                           | 16,24            | 136 (2022)                        | 8,4                | modifier les données · modifier les données |
| Leuc                                   | 11201      | 11250       | Carcassonne    | Carcassonne-2                             | CA Carcassonne Agglo                           | 11,28            | 823 (2022)                        | 73                 | modifier les données · modifier les données |
| Leucate                                | 11202      | 11370       | Narbonne       | Les Corbières Méditerranée                | CA Grand Narbonne                              | 23,55            | 4 531 (2022)                      | 192                | modifier les données · modifier les données |
| Lézignan-Corbières                     | 11203      | 11200       | Narbonne       | Le Lézignanais                            | CC Région Lézignanaise, Corbières et Minervois | 37,68            | 10 855 (2022)                     | 288                | modifier les données · modifier les données |
| Lignairolles                           | 11204      | 11240       | Limoux         | La Piège au Razès                         | CC du Limouxin                                 | 7,31             | 34 (2022)                         | 4,7                | modifier les données · modifier les données |
| Limousis                               | 11205      | 11600       | Carcassonne    | Le Haut-Minervois                         | CA Carcassonne Agglo                           | 9,92             | 124 (2022)                        | 13                 | modifier les données · modifier les données |
| Limoux                                 | 11206      | 11300       | Limoux         | La Région Limouxine                       | CC du Limouxin                                 | 32,41            | 10 339 (2022)                     | 319                | modifier les données · modifier les données |
| Loupia                                 | 11207      | 11300       | Limoux         | La Région Limouxine                       | CC du Limouxin                                 | 4,46             | 253 (2022)                        | 57                 | modifier les données · modifier les données |
| La Louvière-Lauragais                  | 11208      | 11410       | Carcassonne    | La Piège au Razès                         | CC Castelnaudary Lauragais Audois              | 6,25             | 80 (2022)                         | 13                 | modifier les données · modifier les données |
| Luc-sur-Aude                           | 11209      | 11190       | Limoux         | La Haute-Vallée de l'Aude                 | CC du Limouxin                                 | 7,67             | 253 (2022)                        | 33                 | modifier les données · modifier les données |
| Luc-sur-Orbieu                         | 11210      | 11200       | Narbonne       | Les Corbières                             | CC Région Lézignanaise, Corbières et Minervois | 9,88             | 1 159 (2022)                      | 117                | modifier les données · modifier les données |
| Magrie                                 | 11211      | 11300       | Limoux         | La Région Limouxine                       | CC du Limouxin                                 | 9,95             | 543 (2022)                        | 55                 | modifier les données · modifier les données |
| Mailhac                                | 11212      | 11120       | Narbonne       | Le Sud-Minervois                          | CA Grand Narbonne                              | 10,51            | 585 (2022)                        | 56                 | modifier les données · modifier les données |
| Maisons                                | 11213      | 11330       | Narbonne       | Les Corbières                             | CC Corbières Salanque Méditerranée             | 12,15            | 52 (2022)                         | 4,3                | modifier les données · modifier les données |
| Malras                                 | 11214      | 11300       | Limoux         | La Région Limouxine                       | CC du Limouxin                                 | 4,22             | 437 (2022)                        | 104                | modifier les données · modifier les données |
| Malves-en-Minervois                    | 11215      | 11600       | Carcassonne    | La Vallée de l'Orbiel                     | CA Carcassonne Agglo                           | 4,88             | 880 (2022)                        | 180                | modifier les données · modifier les données |
| Malviès                                | 11216      | 11300       | Limoux         | La Piège au Razès                         | CC du Limouxin                                 | 7,22             | 362 (2022)                        | 50                 | modifier les données · modifier les données |
| Marcorignan                            | 11217      | 11120       | Narbonne       | Le Sud-Minervois                          | CA Grand Narbonne                              | 5,64             | 1 318 (2022)                      | 234                | modifier les données · modifier les données |
| Marquein                               | 11218      | 11410       | Carcassonne    | La Piège au Razès                         | CC Castelnaudary Lauragais Audois              | 5,49             | 80 (2022)                         | 15                 | modifier les données · modifier les données |
| Marsa                                  | 11219      | 11140       | Limoux         | La Haute-Vallée de l'Aude                 | CC des Pyrénées Audoises                       | 19,17            | 22 (2022)                         | 1,1                | modifier les données · modifier les données |
| Marseillette                           | 11220      | 11800       | Carcassonne    | La Montagne d'Alaric                      | CA Carcassonne Agglo                           | 11,17            | 706 (2022)                        | 63                 | modifier les données · modifier les données |
| Les Martys                             | 11221      | 11390       | Carcassonne    | La Vallée de l'Orbiel                     | CC de la Montagne Noire                        | 19,18            | 307 (2022)                        | 16                 | modifier les données · modifier les données |
| Mas-Cabardès                           | 11222      | 11380       | Carcassonne    | La Vallée de l'Orbiel                     | CC de la Montagne Noire                        | 9,09             | 173 (2022)                        | 19                 | modifier les données · modifier les données |
| Mas-des-Cours                          | 11223      | 11570       | Carcassonne    | Carcassonne-2                             | CA Carcassonne Agglo                           | 7,55             | 23 (2022)                         | 3,0                | modifier les données · modifier les données |
| Mas-Saintes-Puelles                    | 11225      | 11400       | Carcassonne    | Le Bassin chaurien                        | CC Castelnaudary Lauragais Audois              | 27,63            | 937 (2022)                        | 34                 | modifier les données · modifier les données |
| Massac                                 | 11224      | 11330       | Narbonne       | Les Corbières                             | CC Région Lézignanaise, Corbières et Minervois | 11,89            | 28 (2022)                         | 2,4                | modifier les données · modifier les données |
| Mayreville                             | 11226      | 11420       | Carcassonne    | La Piège au Razès                         | CC Castelnaudary Lauragais Audois              | 8,17             | 86 (2022)                         | 11                 | modifier les données · modifier les données |
| Mayronnes                              | 11227      | 11220       | Carcassonne    | La Montagne d'Alaric                      | CA Carcassonne Agglo                           | 11,86            | 44 (2022)                         | 3,7                | modifier les données · modifier les données |
| Mazerolles-du-Razès                    | 11228      | 11240       | Limoux         | La Piège au Razès                         | CC du Limouxin                                 | 8,22             | 154 (2022)                        | 19                 | modifier les données · modifier les données |
| Mazuby                                 | 11229      | 11140       | Limoux         | La Haute-Vallée de l'Aude                 | CC des Pyrénées Audoises                       | 8,96             | 23 (2022)                         | 2,6                | modifier les données · modifier les données |
| Mérial                                 | 11230      | 11140       | Limoux         | La Haute-Vallée de l'Aude                 | CC des Pyrénées Audoises                       | 17,19            | 30 (2022)                         | 1,7                | modifier les données · modifier les données |
| Mézerville                             | 11231      | 11410       | Carcassonne    | La Piège au Razès                         | CC Castelnaudary Lauragais Audois              | 7,30             | 97 (2022)                         | 13                 | modifier les données · modifier les données |
| Miraval-Cabardès                       | 11232      | 11380       | Carcassonne    | La Vallée de l'Orbiel                     | CC de la Montagne Noire                        | 12,16            | 55 (2022)                         | 4,5                | modifier les données · modifier les données |
| Mirepeisset                            | 11233      | 11120       | Narbonne       | Le Sud-Minervois                          | CA Grand Narbonne                              | 5,19             | 743 (2022)                        | 143                | modifier les données · modifier les données |
| Mireval-Lauragais                      | 11234      | 11400       | Carcassonne    | La Piège au Razès                         | CC Castelnaudary Lauragais Audois              | 10,32            | 193 (2022)                        | 19                 | modifier les données · modifier les données |
| Missègre                               | 11235      | 11580       | Limoux         | La Haute-Vallée de l'Aude                 | CC du Limouxin                                 | 7,28             | 64 (2022)                         | 8,8                | modifier les données · modifier les données |
| Molandier                              | 11236      | 11420       | Carcassonne    | La Piège au Razès                         | CC Piège-Lauragais-Malepère                    | 19,84            | 251 (2022)                        | 13                 | modifier les données · modifier les données |
| Molleville                             | 11238      | 11410       | Carcassonne    | La Piège au Razès                         | CC Castelnaudary Lauragais Audois              | 3,59             | 136 (2022)                        | 38                 | modifier les données · modifier les données |
| Montauriol                             | 11239      | 11410       | Carcassonne    | La Piège au Razès                         | CC Castelnaudary Lauragais Audois              | 8,47             | 84 (2022)                         | 9,9                | modifier les données · modifier les données |
| Montazels                              | 11240      | 11190       | Limoux         | La Haute-Vallée de l'Aude                 | CC du Limouxin                                 | 4,39             | 537 (2022)                        | 122                | modifier les données · modifier les données |
| Montbrun-des-Corbières                 | 11241      | 11700       | Narbonne       | Le Lézignanais                            | CC Région Lézignanaise, Corbières et Minervois | 10,61            | 340 (2022)                        | 32                 | modifier les données · modifier les données |
| Montclar                               | 11242      | 11250       | Carcassonne    | Carcassonne-3                             | CA Carcassonne Agglo                           | 11,31            | 177 (2022)                        | 16                 | modifier les données · modifier les données |
| Montferrand                            | 11243      | 11320       | Carcassonne    | Le Bassin chaurien                        | CC Castelnaudary Lauragais Audois              | 17,93            | 648 (2022)                        | 36                 | modifier les données · modifier les données |
| Montfort-sur-Boulzane                  | 11244      | 11140       | Limoux         | La Haute-Vallée de l'Aude                 | CC des Pyrénées Audoises                       | 33,32            | 88 (2022)                         | 2,6                | modifier les données · modifier les données |
| Montgaillard                           | 11245      | 11330       | Narbonne       | Les Corbières                             | CC Corbières Salanque Méditerranée             | 16,72            | 37 (2022)                         | 2,2                | modifier les données · modifier les données |
| Montgradail                            | 11246      | 11240       | Limoux         | La Piège au Razès                         | CC du Limouxin                                 | 4,48             | 49 (2022)                         | 11                 | modifier les données · modifier les données |
| Monthaut                               | 11247      | 11240       | Limoux         | La Piège au Razès                         | CC du Limouxin                                 | 7,01             | 37 (2022)                         | 5,3                | modifier les données · modifier les données |
| Montirat                               | 11248      | 11800       | Carcassonne    | La Montagne d'Alaric                      | CA Carcassonne Agglo                           | 12,67            | 67 (2022)                         | 5,3                | modifier les données · modifier les données |
| Montjardin                             | 11249      | 11230       | Limoux         | La Haute-Vallée de l'Aude                 | CC des Pyrénées Audoises                       | 14,11            | 80 (2022)                         | 5,7                | modifier les données · modifier les données |
| Montjoi                                | 11250      | 11330       | Narbonne       | Les Corbières                             | CC Région Lézignanaise, Corbières et Minervois | 7,18             | 40 (2022)                         | 5,6                | modifier les données · modifier les données |
| Montmaur                               | 11252      | 11320       | Carcassonne    | Le Bassin chaurien                        | CC Castelnaudary Lauragais Audois              | 12,61            | 350 (2022)                        | 28                 | modifier les données · modifier les données |
| Montolieu                              | 11253      | 11170       | Carcassonne    | La Malepère à la Montagne Noire           | CA Carcassonne Agglo                           | 23,65            | 829 (2022)                        | 35                 | modifier les données · modifier les données |
| Montréal                               | 11254      | 11290       | Carcassonne    | La Malepère à la Montagne Noire           | CC Piège-Lauragais-Malepère                    | 55,03            | 2 116 (2022)                      | 38                 | modifier les données · modifier les données |
| Montredon-des-Corbières                | 11255      | 11100       | Narbonne       | Narbonne-1                                | CA Grand Narbonne                              | 17,15            | 1 477 (2022)                      | 86                 | modifier les données · modifier les données |
| Montséret                              | 11256      | 11200       | Narbonne       | Les Corbières                             | CC Région Lézignanaise, Corbières et Minervois | 11,31            | 620 (2022)                        | 55                 | modifier les données · modifier les données |
| Monze                                  | 11257      | 11800       | Carcassonne    | La Montagne d'Alaric                      | CA Carcassonne Agglo                           | 13,96            | 243 (2022)                        | 17                 | modifier les données · modifier les données |
| Moussan                                | 11258      | 11120       | Narbonne       | Le Sud-Minervois                          | CA Grand Narbonne                              | 14,88            | 2 079 (2022)                      | 140                | modifier les données · modifier les données |
| Moussoulens                            | 11259      | 11170       | Carcassonne    | La Malepère à la Montagne Noire           | CA Carcassonne Agglo                           | 19,60            | 988 (2022)                        | 50                 | modifier les données · modifier les données |
| Mouthoumet                             | 11260      | 11330       | Narbonne       | Les Corbières                             | CC Région Lézignanaise, Corbières et Minervois | 13,73            | 115 (2022)                        | 8,4                | modifier les données · modifier les données |
| Moux                                   | 11261      | 11700       | Narbonne       | La Montagne d'Alaric                      | CC Région Lézignanaise, Corbières et Minervois | 15,70            | 715 (2022)                        | 46                 | modifier les données · modifier les données |
| Narbonne                               | 11262      | 11100       | Narbonne       | Narbonne-1 Narbonne-2 Narbonne-3          | CA Grand Narbonne                              | 172,96           | 56 692 (2022)                     | 328                | modifier les données · modifier les données |
| Nébias                                 | 11263      | 11500       | Limoux         | La Haute-Vallée de l'Aude                 | CC des Pyrénées Audoises                       | 12,69            | 257 (2022)                        | 20                 | modifier les données · modifier les données |
| Névian                                 | 11264      | 11200       | Narbonne       | Narbonne-1                                | CA Grand Narbonne                              | 14,25            | 1 283 (2022)                      | 90                 | modifier les données · modifier les données |
| Niort-de-Sault                         | 11265      | 11140       | Limoux         | La Haute-Vallée de l'Aude                 | CC des Pyrénées Audoises                       | 22,11            | 36 (2022)                         | 1,6                | modifier les données · modifier les données |
| Ornaisons                              | 11267      | 11200       | Narbonne       | Le Lézignanais                            | CC Région Lézignanaise, Corbières et Minervois | 10,80            | 1 097 (2022)                      | 102                | modifier les données · modifier les données |
| Orsans                                 | 11268      | 11270       | Carcassonne    | La Piège au Razès                         | CC Piège-Lauragais-Malepère                    | 9,94             | 97 (2022)                         | 9,8                | modifier les données · modifier les données |
| Ouveillan                              | 11269      | 11590       | Narbonne       | Le Sud-Minervois                          | CA Grand Narbonne                              | 29,98            | 2 635 (2022)                      | 88                 | modifier les données · modifier les données |
| Padern                                 | 11270      | 11350       | Narbonne       | Les Corbières                             | CC Corbières Salanque Méditerranée             | 29,79            | 142 (2022)                        | 4,8                | modifier les données · modifier les données |
| Palairac                               | 11271      | 11330       | Narbonne       | Les Corbières                             | CC Région Lézignanaise, Corbières et Minervois | 17,93            | 31 (2022)                         | 1,7                | modifier les données · modifier les données |
| Palaja                                 | 11272      | 11570       | Carcassonne    | Carcassonne-2                             | CA Carcassonne Agglo                           | 14,69            | 2 692 (2022)                      | 183                | modifier les données · modifier les données |
| La Palme                               | 11188      | 11480       | Narbonne       | Les Corbières Méditerranée                | CA Grand Narbonne                              | 27,47            | 1 889 (2022)                      | 69                 | modifier les données · modifier les données |
| Paraza                                 | 11273      | 11200       | Narbonne       | Le Sud-Minervois                          | CC Région Lézignanaise, Corbières et Minervois | 9,47             | 700 (2022)                        | 74                 | modifier les données · modifier les données |
| Pauligne                               | 11274      | 11300       | Limoux         | La Région Limouxine                       | CC du Limouxin                                 | 6,06             | 363 (2022)                        | 60                 | modifier les données · modifier les données |
| Payra-sur-l'Hers                       | 11275      | 11410       | Carcassonne    | La Piège au Razès                         | CC Castelnaudary Lauragais Audois              | 24,52            | 208 (2022)                        | 8,5                | modifier les données · modifier les données |
| Paziols                                | 11276      | 11350       | Narbonne       | Les Corbières                             | CC Corbières Salanque Méditerranée             | 28,02            | 528 (2022)                        | 19                 | modifier les données · modifier les données |
| Pech-Luna                              | 11278      | 11420       | Carcassonne    | La Piège au Razès                         | CC Piège-Lauragais-Malepère                    | 6,57             | 76 (2022)                         | 12                 | modifier les données · modifier les données |
| Pécharic-et-le-Py                      | 11277      | 11420       | Carcassonne    | La Piège au Razès                         | CC Piège-Lauragais-Malepère                    | 5,77             | 29 (2022)                         | 5,0                | modifier les données · modifier les données |
| Pennautier                             | 11279      | 11610       | Carcassonne    | La Vallée de l'Orbiel                     | CA Carcassonne Agglo                           | 17,78            | 2 875 (2022)                      | 162                | modifier les données · modifier les données |
| Pépieux                                | 11280      | 11700       | Carcassonne    | Le Haut-Minervois                         | CA Carcassonne Agglo                           | 9,85             | 1 105 (2022)                      | 112                | modifier les données · modifier les données |
| Pexiora                                | 11281      | 11150       | Carcassonne    | La Piège au Razès                         | CC Piège-Lauragais-Malepère                    | 13,16            | 1 264 (2022)                      | 96                 | modifier les données · modifier les données |
| Peyrefitte-du-Razès                    | 11282      | 11230       | Limoux         | La Haute-Vallée de l'Aude                 | CC des Pyrénées Audoises                       | 6,72             | 54 (2022)                         | 8,0                | modifier les données · modifier les données |
| Peyrefitte-sur-l'Hers                  | 11283      | 11420       | Carcassonne    | La Piège au Razès                         | CC Castelnaudary Lauragais Audois              | 6,47             | 76 (2022)                         | 12                 | modifier les données · modifier les données |
| Peyrens                                | 11284      | 11400       | Carcassonne    | Le Bassin chaurien                        | CC Castelnaudary Lauragais Audois              | 4,77             | 459 (2022)                        | 96                 | modifier les données · modifier les données |
| Peyriac-de-Mer                         | 11285      | 11440       | Narbonne       | Les Corbières Méditerranée                | CA Grand Narbonne                              | 26,92            | 1 191 (2022)                      | 44                 | modifier les données · modifier les données |
| Peyriac-Minervois                      | 11286      | 11160       | Carcassonne    | Le Haut-Minervois                         | CA Carcassonne Agglo                           | 10,19            | 1 142 (2022)                      | 112                | modifier les données · modifier les données |
| Peyrolles                              | 11287      | 11190       | Limoux         | La Haute-Vallée de l'Aude                 | CC du Limouxin                                 | 14,49            | 89 (2022)                         | 6,1                | modifier les données · modifier les données |
| Pezens                                 | 11288      | 11170       | Carcassonne    | La Malepère à la Montagne Noire           | CA Carcassonne Agglo                           | 11,11            | 1 598 (2022)                      | 144                | modifier les données · modifier les données |
| Pieusse                                | 11289      | 11300       | Limoux         | La Région Limouxine                       | CC du Limouxin                                 | 12,92            | 967 (2022)                        | 75                 | modifier les données · modifier les données |
| Plaigne                                | 11290      | 11420       | Carcassonne    | La Piège au Razès                         | CC Piège-Lauragais-Malepère                    | 13,19            | 120 (2022)                        | 9,1                | modifier les données · modifier les données |
| Plavilla                               | 11291      | 11270       | Carcassonne    | La Piège au Razès                         | CC Piège-Lauragais-Malepère                    | 12,40            | 142 (2022)                        | 11                 | modifier les données · modifier les données |
| La Pomarède                            | 11292      | 11400       | Carcassonne    | Le Bassin chaurien                        | CC Castelnaudary Lauragais Audois              | 13,08            | 184 (2022)                        | 14                 | modifier les données · modifier les données |
| Pomas                                  | 11293      | 11250       | Limoux         | La Région Limouxine                       | CA Carcassonne Agglo                           | 10,15            | 985 (2022)                        | 97                 | modifier les données · modifier les données |
| Pomy                                   | 11294      | 11300       | Limoux         | La Piège au Razès                         | CC du Limouxin                                 | 6,00             | 51 (2022)                         | 8,5                | modifier les données · modifier les données |
| Port-la-Nouvelle                       | 11266      | 11210       | Narbonne       | Les Corbières Méditerranée                | CA Grand Narbonne                              | 28,55            | 5 882 (2022)                      | 206                | modifier les données · modifier les données |
| Portel-des-Corbières                   | 11295      | 11490       | Narbonne       | Les Corbières Méditerranée                | CA Grand Narbonne                              | 35,10            | 1 288 (2022)                      | 37                 | modifier les données · modifier les données |
| Pouzols-Minervois                      | 11296      | 11120       | Narbonne       | Le Sud-Minervois                          | CA Grand Narbonne                              | 10,15            | 597 (2022)                        | 59                 | modifier les données · modifier les données |
| Pradelles-Cabardès                     | 11297      | 11380       | Carcassonne    | La Vallée de l'Orbiel                     | CC de la Montagne Noire                        | 20,61            | 160 (2022)                        | 7,8                | modifier les données · modifier les données |
| Preixan                                | 11299      | 11250       | Carcassonne    | Carcassonne-3                             | CA Carcassonne Agglo                           | 8,56             | 637 (2022)                        | 74                 | modifier les données · modifier les données |
| Puginier                               | 11300      | 11400       | Carcassonne    | Le Bassin chaurien                        | CC Castelnaudary Lauragais Audois              | 6,78             | 154 (2022)                        | 23                 | modifier les données · modifier les données |
| Puichéric                              | 11301      | 11700       | Carcassonne    | Le Haut-Minervois                         | CA Carcassonne Agglo                           | 13,21            | 1 194 (2022)                      | 90                 | modifier les données · modifier les données |
| Puilaurens                             | 11302      | 11140       | Limoux         | La Haute-Vallée de l'Aude                 | CC des Pyrénées Audoises                       | 33,38            | 272 (2022)                        | 8,1                | modifier les données · modifier les données |
| Puivert                                | 11303      | 11230       | Limoux         | La Haute-Vallée de l'Aude                 | CC des Pyrénées Audoises                       | 41,29            | 461 (2022)                        | 11                 | modifier les données · modifier les données |
| Quillan                                | 11304      | 11500       | Limoux         | La Haute-Vallée de l'Aude                 | CC des Pyrénées Audoises                       | 34,63            | 2 992 (2022)                      | 86                 | modifier les données · modifier les données |
| Quintillan                             | 11305      | 11360       | Narbonne       | Les Corbières                             | CC Région Lézignanaise, Corbières et Minervois | 16,42            | 57 (2022)                         | 3,5                | modifier les données · modifier les données |
| Quirbajou                              | 11306      | 11500       | Limoux         | La Haute-Vallée de l'Aude                 | CC des Pyrénées Audoises                       | 13,95            | 50 (2022)                         | 3,6                | modifier les données · modifier les données |
| Raissac-d'Aude                         | 11307      | 11200       | Narbonne       | Le Sud-Minervois                          | CA Grand Narbonne                              | 5,93             | 234 (2022)                        | 39                 | modifier les données · modifier les données |
| Raissac-sur-Lampy                      | 11308      | 11170       | Carcassonne    | La Malepère à la Montagne Noire           | CA Carcassonne Agglo                           | 5,23             | 466 (2022)                        | 89                 | modifier les données · modifier les données |
| La Redorte                             | 11190      | 11700       | Carcassonne    | Le Haut-Minervois                         | CA Carcassonne Agglo                           | 13,49            | 1 275 (2022)                      | 95                 | modifier les données · modifier les données |
| Rennes-le-Château                      | 11309      | 11190       | Limoux         | La Haute-Vallée de l'Aude                 | CC du Limouxin                                 | 14,68            | 87 (2022)                         | 5,9                | modifier les données · modifier les données |
| Rennes-les-Bains                       | 11310      | 11190       | Limoux         | La Haute-Vallée de l'Aude                 | CC du Limouxin                                 | 18,77            | 224 (2022)                        | 12                 | modifier les données · modifier les données |
| Ribaute                                | 11311      | 11220       | Narbonne       | Les Corbières                             | CC Région Lézignanaise, Corbières et Minervois | 9,41             | 264 (2022)                        | 28                 | modifier les données · modifier les données |
| Ribouisse                              | 11312      | 11270       | Carcassonne    | La Piège au Razès                         | CC Piège-Lauragais-Malepère                    | 10,21            | 101 (2022)                        | 9,9                | modifier les données · modifier les données |
| Ricaud                                 | 11313      | 11400       | Carcassonne    | Le Bassin chaurien                        | CC Castelnaudary Lauragais Audois              | 5,92             | 328 (2022)                        | 55                 | modifier les données · modifier les données |
| Rieux-en-Val                           | 11314      | 11220       | Carcassonne    | La Montagne d'Alaric                      | CA Carcassonne Agglo                           | 6,90             | 86 (2022)                         | 12                 | modifier les données · modifier les données |
| Rieux-Minervois                        | 11315      | 11160       | Carcassonne    | Le Haut-Minervois                         | CA Carcassonne Agglo                           | 21,19            | 1 966 (2022)                      | 93                 | modifier les données · modifier les données |
| Rivel                                  | 11316      | 11230       | Limoux         | La Haute-Vallée de l'Aude                 | CC des Pyrénées Audoises                       | 24,30            | 218 (2022)                        | 9,0                | modifier les données · modifier les données |
| Rodome                                 | 11317      | 11140       | Limoux         | La Haute-Vallée de l'Aude                 | CC des Pyrénées Audoises                       | 11,77            | 99 (2022)                         | 8,4                | modifier les données · modifier les données |
| Roquecourbe-Minervois                  | 11318      | 11700       | Narbonne       | La Montagne d'Alaric                      | CC Région Lézignanaise, Corbières et Minervois | 3,62             | 140 (2022)                        | 39                 | modifier les données · modifier les données |
| Roquefère                              | 11319      | 11380       | Carcassonne    | La Vallée de l'Orbiel                     | CC de la Montagne Noire                        | 8,06             | 71 (2022)                         | 8,8                | modifier les données · modifier les données |
| Roquefeuil                             | 11320      | 11340       | Limoux         | La Haute-Vallée de l'Aude                 | CC des Pyrénées Audoises                       | 22,38            | 285 (2022)                        | 13                 | modifier les données · modifier les données |
| Roquefort-de-Sault                     | 11321      | 11140       | Limoux         | La Haute-Vallée de l'Aude                 | CC des Pyrénées Audoises                       | 21,84            | 82 (2022)                         | 3,8                | modifier les données · modifier les données |
| Roquefort-des-Corbières                | 11322      | 11540       | Narbonne       | Les Corbières Méditerranée                | CA Grand Narbonne                              | 45,44            | 1 021 (2022)                      | 22                 | modifier les données · modifier les données |
| Roquetaillade-et-Conilhac              | 11323      | 11190 11300 | Limoux         | La Haute-Vallée de l'Aude                 | CC du Limouxin                                 | 15,80            | 269 (2022)                        | 17                 | modifier les données · modifier les données |
| Roubia                                 | 11324      | 11200       | Narbonne       | Le Sud-Minervois                          | CC Région Lézignanaise, Corbières et Minervois | 7,38             | 514 (2022)                        | 70                 | modifier les données · modifier les données |
| Rouffiac-d'Aude                        | 11325      | 11250       | Carcassonne    | Carcassonne-3                             | CA Carcassonne Agglo                           | 5,24             | 493 (2022)                        | 94                 | modifier les données · modifier les données |
| Rouffiac-des-Corbières                 | 11326      | 11350       | Narbonne       | Les Corbières                             | CC Corbières Salanque Méditerranée             | 16,04            | 71 (2022)                         | 4,4                | modifier les données · modifier les données |
| Roullens                               | 11327      | 11290       | Carcassonne    | Carcassonne-3                             | CA Carcassonne Agglo                           | 7,89             | 581 (2022)                        | 74                 | modifier les données · modifier les données |
| Routier                                | 11328      | 11240       | Limoux         | La Piège au Razès                         | CC du Limouxin                                 | 11,27            | 234 (2022)                        | 21                 | modifier les données · modifier les données |
| Rustiques                              | 11330      | 11800       | Carcassonne    | Le Haut-Minervois                         | CA Carcassonne Agglo                           | 6,47             | 515 (2022)                        | 80                 | modifier les données · modifier les données |
| Saint-Amans                            | 11331      | 11270       | Carcassonne    | La Piège au Razès                         | CC Piège-Lauragais-Malepère                    | 8,16             | 62 (2022)                         | 7,6                | modifier les données · modifier les données |
| Saint-André-de-Roquelongue             | 11332      | 11200       | Narbonne       | Les Corbières                             | CC Région Lézignanaise, Corbières et Minervois | 30,81            | 1 400 (2022)                      | 45                 | modifier les données · modifier les données |
| Saint-Benoît                           | 11333      | 11230       | Limoux         | La Haute-Vallée de l'Aude                 | CC des Pyrénées Audoises                       | 21,31            | 108 (2022)                        | 5,1                | modifier les données · modifier les données |
| Saint-Couat-d'Aude                     | 11337      | 11700       | Narbonne       | La Montagne d'Alaric                      | CC Région Lézignanaise, Corbières et Minervois | 5,38             | 366 (2022)                        | 68                 | modifier les données · modifier les données |
| Saint-Couat-du-Razès                   | 11338      | 11300       | Limoux         | La Région Limouxine                       | CC du Limouxin                                 | 6,40             | 43 (2022)                         | 6,7                | modifier les données · modifier les données |
| Saint-Denis                            | 11339      | 11310       | Carcassonne    | La Malepère à la Montagne Noire           | CC de la Montagne Noire                        | 8,21             | 511 (2022)                        | 62                 | modifier les données · modifier les données |
| Saint-Ferriol                          | 11341      | 11500       | Limoux         | La Haute-Vallée de l'Aude                 | CC des Pyrénées Audoises                       | 9,85             | 114 (2022)                        | 12                 | modifier les données · modifier les données |
| Saint-Frichoux                         | 11342      | 11800       | Carcassonne    | Le Haut-Minervois                         | CA Carcassonne Agglo                           | 6,33             | 225 (2022)                        | 36                 | modifier les données · modifier les données |
| Saint-Gaudéric                         | 11343      | 11270       | Carcassonne    | La Piège au Razès                         | CC Piège-Lauragais-Malepère                    | 11,13            | 108 (2022)                        | 9,7                | modifier les données · modifier les données |
| Saint-Hilaire                          | 11344      | 11250       | Limoux         | La Région Limouxine                       | CC du Limouxin                                 | 23,02            | 713 (2022)                        | 31                 | modifier les données · modifier les données |
| Saint-Jean-de-Barrou                   | 11345      | 11360       | Narbonne       | Les Corbières                             | CC Corbières Salanque Méditerranée             | 7,61             | 269 (2022)                        | 35                 | modifier les données · modifier les données |
| Saint-Jean-de-Paracol                  | 11346      | 11260       | Limoux         | La Haute-Vallée de l'Aude                 | CC des Pyrénées Audoises                       | 7,08             | 137 (2022)                        | 19                 | modifier les données · modifier les données |
| Saint-Julia-de-Bec                     | 11347      | 11500       | Limoux         | La Haute-Vallée de l'Aude                 | CC des Pyrénées Audoises                       | 13,88            | 99 (2022)                         | 7,1                | modifier les données · modifier les données |
| Saint-Julien-de-Briola                 | 11348      | 11270       | Carcassonne    | La Piège au Razès                         | CC Piège-Lauragais-Malepère                    | 11,31            | 80 (2022)                         | 7,1                | modifier les données · modifier les données |
| Saint-Just-et-le-Bézu                  | 11350      | 11500       | Limoux         | La Haute-Vallée de l'Aude                 | CC des Pyrénées Audoises                       | 13,54            | 50 (2022)                         | 3,7                | modifier les données · modifier les données |
| Saint-Laurent-de-la-Cabrerisse         | 11351      | 11220       | Narbonne       | Les Corbières                             | CC Région Lézignanaise, Corbières et Minervois | 25,03            | 757 (2022)                        | 30                 | modifier les données · modifier les données |
| Saint-Louis-et-Parahou                 | 11352      | 11500       | Limoux         | La Haute-Vallée de l'Aude                 | CC des Pyrénées Audoises                       | 15,61            | 53 (2022)                         | 3,4                | modifier les données · modifier les données |
| Saint-Marcel-sur-Aude                  | 11353      | 11120       | Narbonne       | Le Sud-Minervois                          | CA Grand Narbonne                              | 8,37             | 2 019 (2022)                      | 241                | modifier les données · modifier les données |
| Saint-Martin-de-Villereglan            | 11355      | 11300       | Limoux         | La Région Limouxine                       | CC du Limouxin                                 | 9,38             | 386 (2022)                        | 41                 | modifier les données · modifier les données |
| Saint-Martin-des-Puits                 | 11354      | 11220       | Narbonne       | Les Corbières                             | CC Région Lézignanaise, Corbières et Minervois | 6,94             | 30 (2022)                         | 4,3                | modifier les données · modifier les données |
| Saint-Martin-Lalande                   | 11356      | 11400       | Carcassonne    | Le Bassin chaurien                        | CC Castelnaudary Lauragais Audois              | 12,65            | 1 109 (2022)                      | 88                 | modifier les données · modifier les données |
| Saint-Martin-le-Vieil                  | 11357      | 11170       | Carcassonne    | La Malepère à la Montagne Noire           | CA Carcassonne Agglo                           | 13,25            | 214 (2022)                        | 16                 | modifier les données · modifier les données |
| Saint-Martin-Lys                       | 11358      | 11500       | Limoux         | La Haute-Vallée de l'Aude                 | CC des Pyrénées Audoises                       | 9,99             | 24 (2022)                         | 2,4                | modifier les données · modifier les données |
| Saint-Michel-de-Lanès                  | 11359      | 11410       | Carcassonne    | La Piège au Razès                         | CC Castelnaudary Lauragais Audois              | 13,03            | 487 (2022)                        | 37                 | modifier les données · modifier les données |
| Saint-Nazaire-d'Aude                   | 11360      | 11120       | Narbonne       | Le Sud-Minervois                          | CA Grand Narbonne                              | 8,63             | 2 104 (2022)                      | 244                | modifier les données · modifier les données |
| Saint-Papoul                           | 11361      | 11400       | Carcassonne    | Le Bassin chaurien                        | CC Castelnaudary Lauragais Audois              | 26,48            | 832 (2022)                        | 31                 | modifier les données · modifier les données |
| Saint-Paulet                           | 11362      | 11320       | Carcassonne    | Le Bassin chaurien                        | CC Castelnaudary Lauragais Audois              | 7,42             | 203 (2022)                        | 27                 | modifier les données · modifier les données |
| Saint-Pierre-des-Champs                | 11363      | 11220       | Narbonne       | Les Corbières                             | CC Région Lézignanaise, Corbières et Minervois | 15,89            | 202 (2022)                        | 13                 | modifier les données · modifier les données |
| Saint-Polycarpe                        | 11364      | 11300       | Limoux         | La Région Limouxine                       | CC du Limouxin                                 | 13,81            | 160 (2022)                        | 12                 | modifier les données · modifier les données |
| Saint-Sernin                           | 11365      | 11420       | Carcassonne    | La Piège au Razès                         | CC Piège-Lauragais-Malepère                    | 6,53             | 42 (2022)                         | 6,4                | modifier les données · modifier les données |
| Sainte-Camelle                         | 11334      | 11410       | Carcassonne    | La Piège au Razès                         | CC Castelnaudary Lauragais Audois              | 9,52             | 124 (2022)                        | 13                 | modifier les données · modifier les données |
| Sainte-Colombe-sur-Guette              | 11335      | 11140       | Limoux         | La Haute-Vallée de l'Aude                 | CC des Pyrénées Audoises                       | 21,04            | 40 (2022)                         | 1,9                | modifier les données · modifier les données |
| Sainte-Colombe-sur-l'Hers              | 11336      | 11230       | Limoux         | La Haute-Vallée de l'Aude                 | CC des Pyrénées Audoises                       | 10,61            | 444 (2022)                        | 42                 | modifier les données · modifier les données |
| Sainte-Eulalie                         | 11340      | 11170       | Carcassonne    | La Malepère à la Montagne Noire           | CA Carcassonne Agglo                           | 6,50             | 569 (2022)                        | 88                 | modifier les données · modifier les données |
| Sainte-Valière                         | 11366      | 11120       | Narbonne       | Le Sud-Minervois                          | CA Grand Narbonne                              | 6,39             | 524 (2022)                        | 82                 | modifier les données · modifier les données |
| Saissac                                | 11367      | 11310       | Carcassonne    | La Malepère à la Montagne Noire           | CC de la Montagne Noire                        | 57,03            | 909 (2022)                        | 16                 | modifier les données · modifier les données |
| Sallèles-Cabardès                      | 11368      | 11600       | Carcassonne    | Le Haut-Minervois                         | CA Carcassonne Agglo                           | 6,82             | 117 (2022)                        | 17                 | modifier les données · modifier les données |
| Sallèles-d'Aude                        | 11369      | 11590       | Narbonne       | Le Sud-Minervois                          | CA Grand Narbonne                              | 12,55            | 3 104 (2022)                      | 247                | modifier les données · modifier les données |
| Salles-d'Aude                          | 11370      | 11110       | Narbonne       | Les Basses Plaines de l'Aude              | CA Grand Narbonne                              | 18,15            | 3 280 (2022)                      | 181                | modifier les données · modifier les données |
| Salles-sur-l'Hers                      | 11371      | 11410       | Carcassonne    | La Piège au Razès                         | CC Castelnaudary Lauragais Audois              | 19,31            | 752 (2022)                        | 39                 | modifier les données · modifier les données |
| Salsigne                               | 11372      | 11600       | Carcassonne    | La Vallée de l'Orbiel                     | CC de la Montagne Noire                        | 11,48            | 388 (2022)                        | 34                 | modifier les données · modifier les données |
| Salvezines                             | 11373      | 11140       | Limoux         | La Haute-Vallée de l'Aude                 | CC des Pyrénées Audoises                       | 20,09            | 70 (2022)                         | 3,5                | modifier les données · modifier les données |
| Salza                                  | 11374      | 11330       | Narbonne       | Les Corbières                             | CC Région Lézignanaise, Corbières et Minervois | 8,34             | 28 (2022)                         | 3,4                | modifier les données · modifier les données |
| Seignalens                             | 11375      | 11240       | Limoux         | La Piège au Razès                         | CC du Limouxin                                 | 6,17             | 30 (2022)                         | 4,9                | modifier les données · modifier les données |
| La Serpent                             | 11376      | 11190       | Limoux         | La Haute-Vallée de l'Aude                 | CC du Limouxin                                 | 9,59             | 95 (2022)                         | 9,9                | modifier les données · modifier les données |
| Serres                                 | 11377      | 11190       | Limoux         | La Haute-Vallée de l'Aude                 | CC du Limouxin                                 | 4,06             | 88 (2022)                         | 22                 | modifier les données · modifier les données |
| Serviès-en-Val                         | 11378      | 11220       | Carcassonne    | La Montagne d'Alaric                      | CA Carcassonne Agglo                           | 6,50             | 207 (2022)                        | 32                 | modifier les données · modifier les données |
| Sigean                                 | 11379      | 11130       | Narbonne       | Les Corbières Méditerranée                | CA Grand Narbonne                              | 35,35            | 5 620 (2022)                      | 159                | modifier les données · modifier les données |
| Sonnac-sur-l'Hers                      | 11380      | 11230       | Limoux         | La Haute-Vallée de l'Aude                 | CC des Pyrénées Audoises                       | 13,74            | 137 (2022)                        | 10,0               | modifier les données · modifier les données |
| Sougraigne                             | 11381      | 11190       | Limoux         | La Haute-Vallée de l'Aude                 | CC du Limouxin                                 | 18,43            | 127 (2022)                        | 6,9                | modifier les données · modifier les données |
| Souilhanels                            | 11382      | 11400       | Carcassonne    | Le Bassin chaurien                        | CC Castelnaudary Lauragais Audois              | 2,72             | 356 (2022)                        | 131                | modifier les données · modifier les données |
| Souilhe                                | 11383      | 11400       | Carcassonne    | Le Bassin chaurien                        | CC Castelnaudary Lauragais Audois              | 4,20             | 342 (2022)                        | 81                 | modifier les données · modifier les données |
| Soulatgé                               | 11384      | 11330       | Narbonne       | Les Corbières                             | CC Corbières Salanque Méditerranée             | 24,16            | 130 (2022)                        | 5,4                | modifier les données · modifier les données |
| Soupex                                 | 11385      | 11320       | Carcassonne    | Le Bassin chaurien                        | CC Castelnaudary Lauragais Audois              | 7,37             | 240 (2022)                        | 33                 | modifier les données · modifier les données |
| Talairan                               | 11386      | 11220       | Narbonne       | Les Corbières                             | CC Région Lézignanaise, Corbières et Minervois | 36,29            | 436 (2022)                        | 12                 | modifier les données · modifier les données |
| Taurize                                | 11387      | 11220       | Carcassonne    | La Montagne d'Alaric                      | CA Carcassonne Agglo                           | 8,34             | 106 (2022)                        | 13                 | modifier les données · modifier les données |
| Termes                                 | 11388      | 11330       | Narbonne       | Les Corbières                             | CC Région Lézignanaise, Corbières et Minervois | 18,63            | 49 (2022)                         | 2,6                | modifier les données · modifier les données |
| Terroles                               | 11389      | 11580       | Limoux         | La Haute-Vallée de l'Aude                 | CC du Limouxin                                 | 6,63             | 14 (2022)                         | 2,1                | modifier les données · modifier les données |
| Thézan-des-Corbières                   | 11390      | 11200       | Narbonne       | Les Corbières                             | CC Région Lézignanaise, Corbières et Minervois | 26,38            | 568 (2022)                        | 22                 | modifier les données · modifier les données |
| La Tourette-Cabardès                   | 11391      | 11380       | Carcassonne    | La Vallée de l'Orbiel                     | CC de la Montagne Noire                        | 5,03             | 22 (2022)                         | 4,4                | modifier les données · modifier les données |
| Tournissan                             | 11392      | 11220       | Narbonne       | Les Corbières                             | CC Région Lézignanaise, Corbières et Minervois | 11,53            | 284 (2022)                        | 25                 | modifier les données · modifier les données |
| Tourouzelle                            | 11393      | 11200       | Narbonne       | Le Lézignanais                            | CC Région Lézignanaise, Corbières et Minervois | 14,19            | 493 (2022)                        | 35                 | modifier les données · modifier les données |
| Tourreilles                            | 11394      | 11300       | Limoux         | La Région Limouxine                       | CC du Limouxin                                 | 6,29             | 132 (2022)                        | 21                 | modifier les données · modifier les données |
| Trassanel                              | 11395      | 11160       | Carcassonne    | Le Haut-Minervois                         | CA Carcassonne Agglo                           | 4,34             | 26 (2022)                         | 6,0                | modifier les données · modifier les données |
| Trausse                                | 11396      | 11160       | Carcassonne    | Le Haut-Minervois                         | CA Carcassonne Agglo                           | 10,70            | 609 (2022)                        | 57                 | modifier les données · modifier les données |
| Trèbes                                 | 11397      | 11800       | Carcassonne    | La Montagne d'Alaric                      | CA Carcassonne Agglo                           | 16,36            | 5 386 (2022)                      | 329                | modifier les données · modifier les données |
| Treilles                               | 11398      | 11510       | Narbonne       | Les Corbières Méditerranée                | CA Grand Narbonne                              | 12,42            | 263 (2022)                        | 21                 | modifier les données · modifier les données |
| Tréville                               | 11399      | 11400       | Carcassonne    | Le Bassin chaurien                        | CC Castelnaudary Lauragais Audois              | 5,33             | 109 (2022)                        | 20                 | modifier les données · modifier les données |
| Tréziers                               | 11400      | 11230       | Limoux         | La Haute-Vallée de l'Aude                 | CC des Pyrénées Audoises                       | 6,41             | 100 (2022)                        | 16                 | modifier les données · modifier les données |
| Tuchan                                 | 11401      | 11350       | Narbonne       | Les Corbières                             | CC Corbières Salanque Méditerranée             | 59,52            | 790 (2022)                        | 13                 | modifier les données · modifier les données |
| Val-de-Dagne                           | 11251      | 11220       | Carcassonne    | La Montagne d'Alaric                      | CA Carcassonne Agglo                           | 50,11            | 731 (2022)                        | 15                 | modifier les données · modifier les données |
| Val de Lambronne                       | 11080      | 11230       | Limoux         | La Haute-Vallée de l'Aude                 | CC des Pyrénées Audoises                       | 12,00            | 171 (2022)                        | 14                 | modifier les données · modifier les données |
| Val-du-Faby                            | 11131      | 11260       | Limoux         | La Haute-Vallée de l'Aude                 | CC des Pyrénées Audoises                       | 23,71            | 580 (2022)                        | 24                 | modifier les données · modifier les données |
| Valmigère                              | 11402      | 11580       | Limoux         | La Haute-Vallée de l'Aude                 | CC du Limouxin                                 | 5,94             | 27 (2022)                         | 4,5                | modifier les données · modifier les données |
| Ventenac-Cabardès                      | 11404      | 11610       | Carcassonne    | La Vallée de l'Orbiel                     | CA Carcassonne Agglo                           | 10,36            | 959 (2022)                        | 93                 | modifier les données · modifier les données |
| Ventenac-en-Minervois                  | 11405      | 11120       | Narbonne       | Le Sud-Minervois                          | CA Grand Narbonne                              | 6,20             | 587 (2022)                        | 95                 | modifier les données · modifier les données |
| Véraza                                 | 11406      | 11580       | Limoux         | La Région Limouxine                       | CC du Limouxin                                 | 14,66            | 32 (2022)                         | 2,2                | modifier les données · modifier les données |
| Verdun-en-Lauragais                    | 11407      | 11400       | Carcassonne    | La Malepère à la Montagne Noire           | CC Castelnaudary Lauragais Audois              | 20,21            | 289 (2022)                        | 14                 | modifier les données · modifier les données |
| Verzeille                              | 11408      | 11250       | Carcassonne    | Carcassonne-2                             | CA Carcassonne Agglo                           | 5,21             | 457 (2022)                        | 88                 | modifier les données · modifier les données |
| Vignevieille                           | 11409      | 11330       | Narbonne       | Les Corbières                             | CC Région Lézignanaise, Corbières et Minervois | 16,72            | 106 (2022)                        | 6,3                | modifier les données · modifier les données |
| Villalier                              | 11410      | 11600       | Carcassonne    | La Vallée de l'Orbiel                     | CA Carcassonne Agglo                           | 7,70             | 968 (2022)                        | 126                | modifier les données · modifier les données |
| Villanière                             | 11411      | 11600       | Carcassonne    | La Vallée de l'Orbiel                     | CC de la Montagne Noire                        | 7,04             | 147 (2022)                        | 21                 | modifier les données · modifier les données |
| Villar-en-Val                          | 11414      | 11220       | Carcassonne    | La Montagne d'Alaric                      | CA Carcassonne Agglo                           | 11,42            | 23 (2022)                         | 2,0                | modifier les données · modifier les données |
| Villar-Saint-Anselme                   | 11415      | 11250       | Limoux         | La Région Limouxine                       | CC du Limouxin                                 | 5,88             | 117 (2022)                        | 20                 | modifier les données · modifier les données |
| Villardebelle                          | 11412      | 11580       | Limoux         | La Région Limouxine                       | CC du Limouxin                                 | 13,14            | 61 (2022)                         | 4,6                | modifier les données · modifier les données |
| Villardonnel                           | 11413      | 11600       | Carcassonne    | La Vallée de l'Orbiel                     | CC de la Montagne Noire                        | 16,63            | 510 (2022)                        | 31                 | modifier les données · modifier les données |
| Villarzel-Cabardès                     | 11416      | 11600       | Carcassonne    | Le Haut-Minervois                         | CA Carcassonne Agglo                           | 6,38             | 270 (2022)                        | 42                 | modifier les données · modifier les données |
| Villarzel-du-Razès                     | 11417      | 11300       | Limoux         | La Piège au Razès                         | CC du Limouxin                                 | 12,60            | 95 (2022)                         | 7,5                | modifier les données · modifier les données |
| Villasavary                            | 11418      | 11150       | Carcassonne    | La Piège au Razès                         | CC Piège-Lauragais-Malepère                    | 33,08            | 1 216 (2022)                      | 37                 | modifier les données · modifier les données |
| Villautou                              | 11419      | 11420       | Carcassonne    | La Piège au Razès                         | CC Piège-Lauragais-Malepère                    | 5,97             | 66 (2022)                         | 11                 | modifier les données · modifier les données |
| Villebazy                              | 11420      | 11250       | Limoux         | La Région Limouxine                       | CC du Limouxin                                 | 12,18            | 140 (2022)                        | 11                 | modifier les données · modifier les données |
| Villedaigne                            | 11421      | 11200       | Narbonne       | Narbonne-1                                | CA Grand Narbonne                              | 2,49             | 573 (2022)                        | 230                | modifier les données · modifier les données |
| Villedubert                            | 11422      | 11800       | Carcassonne    | La Montagne d'Alaric                      | CA Carcassonne Agglo                           | 3,04             | 340 (2022)                        | 112                | modifier les données · modifier les données |
| Villefloure                            | 11423      | 11570       | Carcassonne    | Carcassonne-2                             | CA Carcassonne Agglo                           | 16,69            | 157 (2022)                        | 9,4                | modifier les données · modifier les données |
| Villefort                              | 11424      | 11230       | Limoux         | La Haute-Vallée de l'Aude                 | CC des Pyrénées Audoises                       | 12,67            | 86 (2022)                         | 6,8                | modifier les données · modifier les données |
| Villegailhenc                          | 11425      | 11600       | Carcassonne    | La Vallée de l'Orbiel                     | CA Carcassonne Agglo                           | 4,78             | 1 687 (2022)                      | 353                | modifier les données · modifier les données |
| Villegly                               | 11426      | 11600       | Carcassonne    | Le Haut-Minervois                         | CA Carcassonne Agglo                           | 9,83             | 1 227 (2022)                      | 125                | modifier les données · modifier les données |
| Villelongue-d'Aude                     | 11427      | 11300       | Limoux         | La Région Limouxine                       | CC du Limouxin                                 | 13,11            | 314 (2022)                        | 24                 | modifier les données · modifier les données |
| Villemagne                             | 11428      | 11310       | Carcassonne    | La Malepère à la Montagne Noire           | CC Castelnaudary Lauragais Audois              | 10,69            | 242 (2022)                        | 23                 | modifier les données · modifier les données |
| Villemoustaussou                       | 11429      | 11620       | Carcassonne    | La Vallée de l'Orbiel                     | CA Carcassonne Agglo                           | 11,94            | 4 434 (2022)                      | 371                | modifier les données · modifier les données |
| Villeneuve-la-Comptal                  | 11430      | 11400       | Carcassonne    | Le Bassin chaurien                        | CC Castelnaudary Lauragais Audois              | 15,10            | 1 424 (2022)                      | 94                 | modifier les données · modifier les données |
| Villeneuve-les-Corbières               | 11431      | 11360       | Narbonne       | Les Corbières                             | CC Corbières Salanque Méditerranée             | 24,31            | 252 (2022)                        | 10                 | modifier les données · modifier les données |
| Villeneuve-lès-Montréal                | 11432      | 11290       | Carcassonne    | La Malepère à la Montagne Noire           | CC Piège-Lauragais-Malepère                    | 2,20             | 337 (2022)                        | 153                | modifier les données · modifier les données |
| Villeneuve-Minervois                   | 11433      | 11160       | Carcassonne    | Le Haut-Minervois                         | CA Carcassonne Agglo                           | 23,85            | 980 (2022)                        | 41                 | modifier les données · modifier les données |
| Villepinte                             | 11434      | 11150       | Carcassonne    | La Piège au Razès                         | CC Piège-Lauragais-Malepère                    | 15,40            | 1 252 (2022)                      | 81                 | modifier les données · modifier les données |
| Villerouge-Termenès                    | 11435      | 11330       | Narbonne       | Les Corbières                             | CC Région Lézignanaise, Corbières et Minervois | 19,41            | 163 (2022)                        | 8,4                | modifier les données · modifier les données |
| Villesèque-des-Corbières               | 11436      | 11360       | Narbonne       | Les Corbières                             | CC Corbières Salanque Méditerranée             | 31,69            | 379 (2022)                        | 12                 | modifier les données · modifier les données |
| Villesèquelande                        | 11437      | 11170       | Carcassonne    | La Malepère à la Montagne Noire           | CA Carcassonne Agglo                           | 5,35             | 875 (2022)                        | 164                | modifier les données · modifier les données |
| Villesiscle                            | 11438      | 11150       | Carcassonne    | La Piège au Razès                         | CC Piège-Lauragais-Malepère                    | 5,46             | 366 (2022)                        | 67                 | modifier les données · modifier les données |
| Villespy                               | 11439      | 11170       | Carcassonne    | La Malepère à la Montagne Noire           | CC Piège-Lauragais-Malepère                    | 6,38             | 425 (2022)                        | 67                 | modifier les données · modifier les données |
| Villetritouls                          | 11440      | 11220       | Carcassonne    | La Montagne d'Alaric                      | CA Carcassonne Agglo                           | 4,88             | 34 (2022)                         | 7,0                | modifier les données · modifier les données |
| Vinassan                               | 11441      | 11110       | Narbonne       | Les Basses Plaines de l'Aude              | CA Grand Narbonne                              | 8,96             | 2 665 (2022)                      | 297                | modifier les données · modifier les données |
| Aude                                   | 11         |             |                |                                           |                                                | 6 139,00         | 377 773 (2022)                    | 62                 | modifier les données                        |